# SOS
Pour les articles homonymes, voir SOS (homonymie).
SOS est l'interprétation en code Morse du signal de détresse et de demande d'assistance immédiate signé à la convention de Berlin le 3 novembre 1906, • • • — — — • • • ; par extension le signe « SOS » est utilisé comme nom mnémotechnique de ce signal.

• • • — — — • • • est un signal d'un navire dans une situation de catastrophe irrécupérable provoquant la mort des personnes non secourues. Il est applicable aussi aux aéronefs en détresse.

## Description
En radiotélégraphie, ce signal est en principe envoyé sur une fréquence internationale de détresse, à savoir 500 kHz ou de 8 364 kHz ou en signaux lumineux, (ou sonores).
Ce signal est constitué de trois points, trois traits et trois points • • • — — — • • • et doit être envoyé comme s'il formait une lettre unique, c'est-à-dire en n'utilisant pas d'intervalle interlettre. Il a été choisi car facilement transmissible et reconnaissable même par un amateur et en présence d'interférences.
Le découpage de ce signal en S, O et S est donc arbitraire, même s'il a été retenu comme le plus intuitif, puisque d'autres séries de lettres peuvent correspondre ; on lui attribua par la suite (par rétroacronymie) les significations Save Our Souls (« sauvez nos âmes »), Save Our Ship (« sauvez notre navire »), Send out Succour (« envoyez des secours »).

## Origine

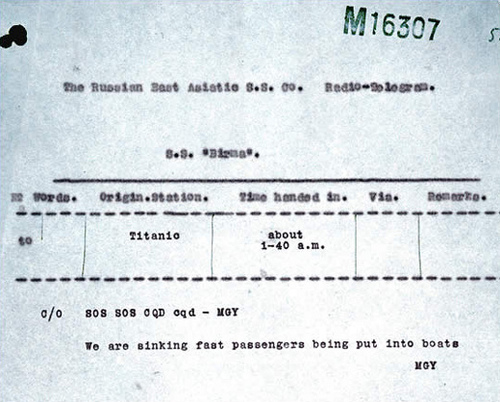
Un message complémentaire indiquant l'évolution de la détresse envoyé le 15 avril 1912 à 1h40 par l'opérateur radiotélégraphiste du Titanic, Jack Phillips.

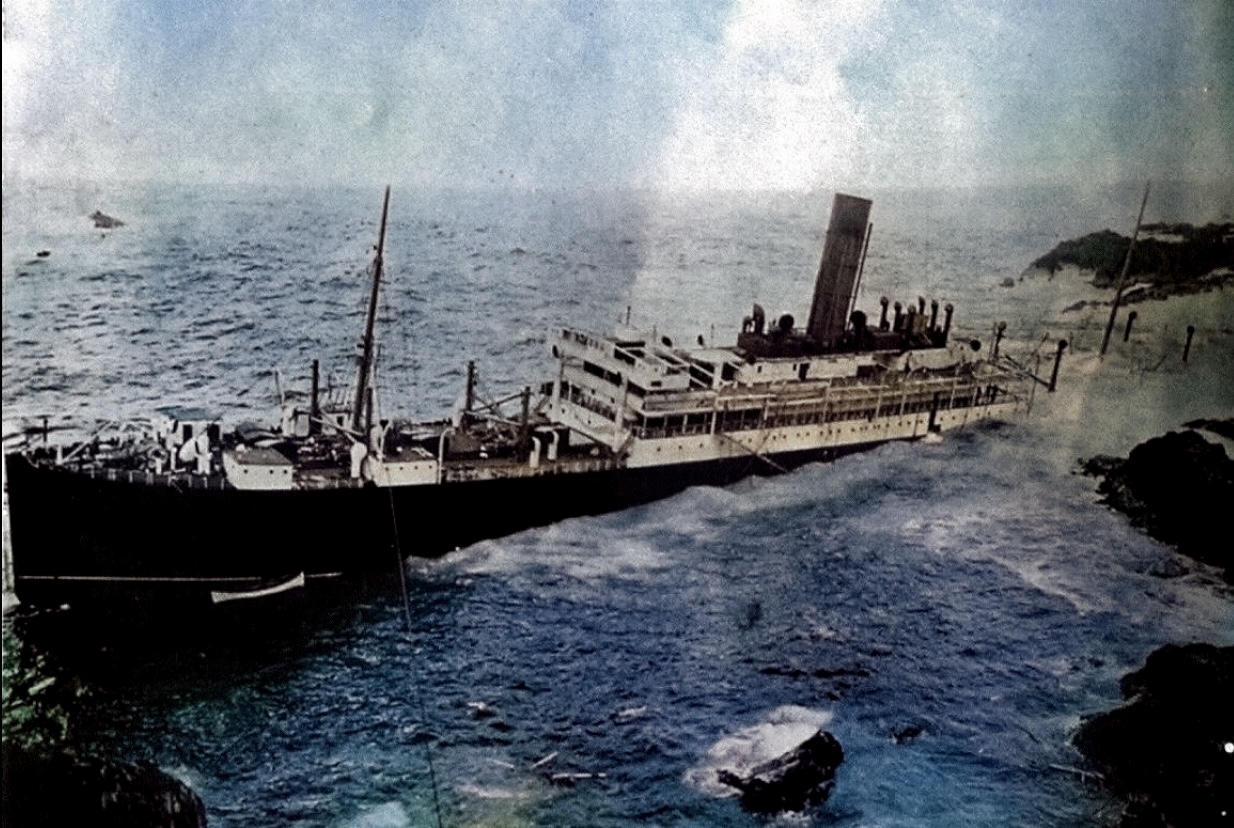
Le paquebot Cunard SS Slavonia photographié le jour où il s’échoue le 10 juin 1909 ; c'est le premier navire signalé à avoir transmis l'appel de détresse sous la forme • • • — — — • • •.

Le signal radio original de détresse était « CQD ». Proposé par Guglielmo Marconi et adopté en 1904, le « CQ » était un préfixe général demandant l'attention, suivi d'un « D » pour distress. Le « CQD » était souvent lu comme « come quick, distress » (« venez vite, détresse »). Ce signal n'a pas survécu longtemps ; à la conférence internationale de Berlin, le 3 novembre 1906 le standard allemand « SOS » était adopté, choix officiellement ratifié en 1908. Le signal « CQD » resta utilisé encore quelques années, surtout par les opérateurs britanniques qui l'avaient proposé initialement.
Le premier sauvetage à la suite d'un signal de détresse radio fut, en janvier 1909, celui de 1 500 personnes après la collision du Republic et du Florida, récupérées par le Baltic après réception du message CQD. Il a été également utilisé le 10 juin 1909 lors du naufrage du paquebot Slavonia aux Açores. Le SOS fut également utilisé peu après (en conjonction avec le signal CQD), par les opérateurs radios du paquebot Titanic, lorsque ce dernier heurta un iceberg le 14 avril 1912. Un des films consacrés à l'histoire du paquebot s'appelle d'ailleurs S.O.S. Titanic.
Avant le SOS
Chaque service de télégraphie sans fil (TSF) utilisait un propre signal de détresse répété plusieurs fois, exemple :
- La Compagnie Marconi utilisait « - • - • C - - • - Q - • • D » [7] « appel général de détresse ». Mais le CQD est exclusivement compris par un télégraphiste et portait à confusion avec CQ « appel général »
- La Marine italienne utilisait : « • • •  • • •  • • •  — • •   — • •   — • •  » : SSSDDD [8]
- Les marines américaines utilisaient : « — •  — •  — • » un trait, un point, un trait, un point, un trait, un point : NC.
- Les télégraphistes de la Compagnie de télégraphie sans fil et les télégraphistes de la Compagnie Telefunken utilisaient : « • — — — • » un point, trois traits, un point : EOE [9].
- La Marine allemande utilisait : « • — — — • »: EOE [10] puis a utilisé en 1906 :  « • • • — — — • »  trois points, trois traits, un point : SOE avec le risque de ne pas percevoir le dernier point (un signal court) [11].

## Transmission

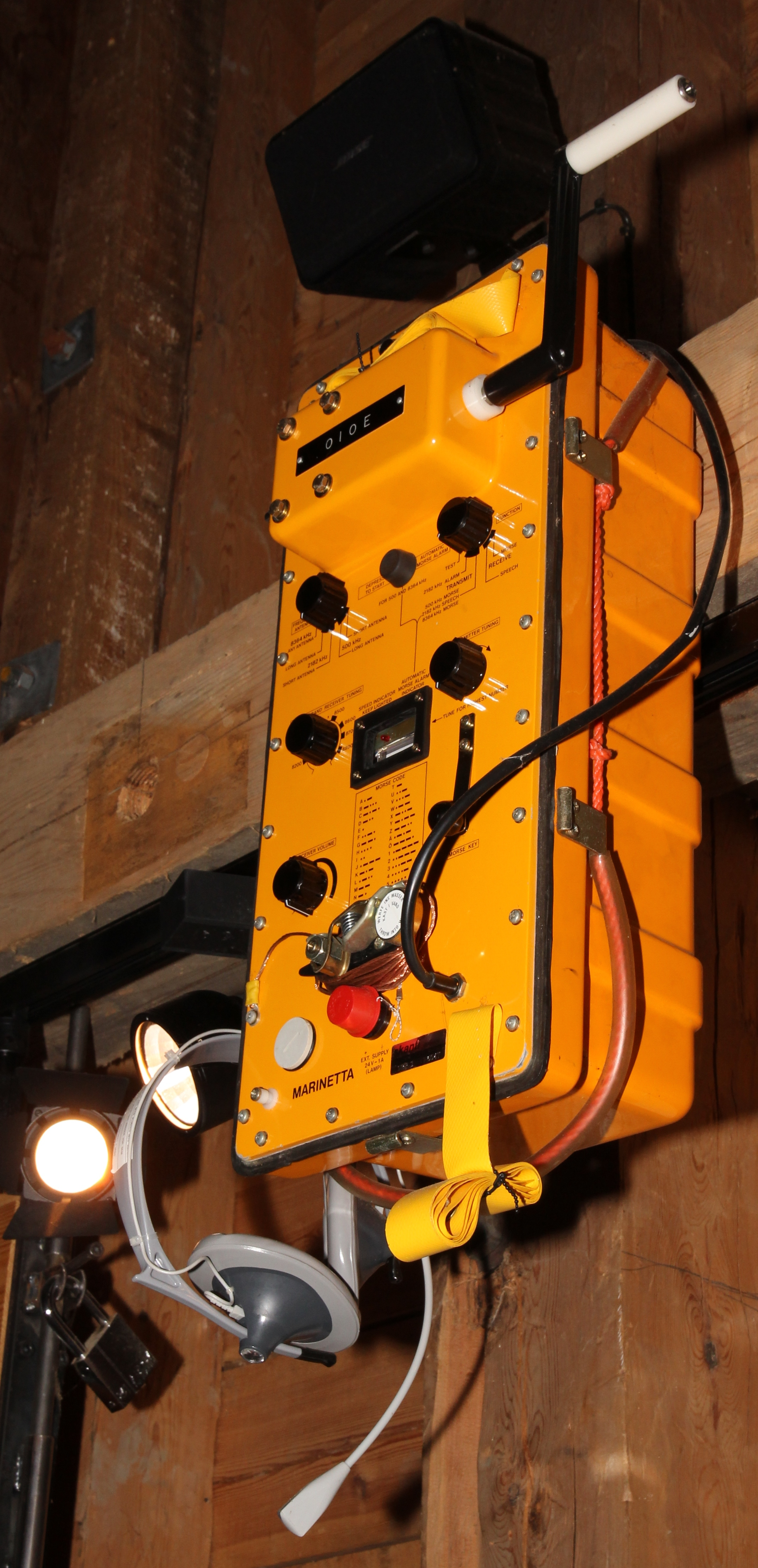
Emetteur-récepteur étanche à bord des embarcations de sauvetage. Fréquences 500 kHz, 8364 kHz (et 2182 kHz en radiotéléphonie).

Le signal peut être transmis de différentes manières.
- Par signal radiotélégraphique : pour les navires et aéronefs faisant encore usage de la radiotélégraphie, en utilisant de préférence la fréquence 500 kHz, et pour toutes les stations radiotélégraphiques la fréquence de 8 364 kHz[12],[13].
- Par signaux lumineux ou sonores : pour les navires (Lampe Aldis, sifflet), aéronefs (feux d'atterrissage), et même alpinistes (miroir réfléchissant la lumière du Soleil, lampe de poche lorsqu'il fait nuit, sifflet) en situation de détresse. Ce signal a en effet l'avantage d'être facile à transmettre avec divers moyens souvent simples, et d'avoir une bien plus grande portée que la voix seule.

Il est recommandé aux personnes en situation de détresse (blessés, survivants d'un crash aérien, naufrage…) de se signaler en transmettant le signal spécifique SOS plutôt que n'importe quel autre qui pourrait, selon les circonstances, ne pas être interprété comme un appel à l'aide.
Il est interdit d'émettre ce signal lorsque la situation ne l'exige pas.